# Томмі Грін
Томас Вільям Грін (англ. Thomas William Green; нар. 30 березня 1894 — пом. 29 березня 1975) — британський легкоатлет, який спеціалізувався в спортивній ходьбі.

## Із життєпису
У роки Першої світової війни служив у британських кавалерійських частинах.
Перший в історії олімпійський чемпіон у шосейній спортивній ходьбі на 50 кілометрів (1932).
Перший в історії чемпіон Англії з ходьби на 50 км (1930). Ніколи не вигравав національну першість з ходьби на 20 км, проте 5 разів здобував «срібло».
Переможець популярного заходу на 100 км в Мілані (1930).
Чотири рази (1926—1929) перемагав у 12-мильному заході Лондон — Брайтон, шість разів — в переходах Манчестер — Блекпул, а також Ноттінгем — Бірмінгем.

## Основні міжнародні виступи
| Рік  | Змагання         | Місто        | Місце | Дисципліна   | Примітки |
| ---- | ---------------- | ------------ | ----- | ------------ | -------- |
| 1932 | Олімпійські ігри | Лос-Анджелес | 1     | ходьба 50 км |          |